# 山之口町

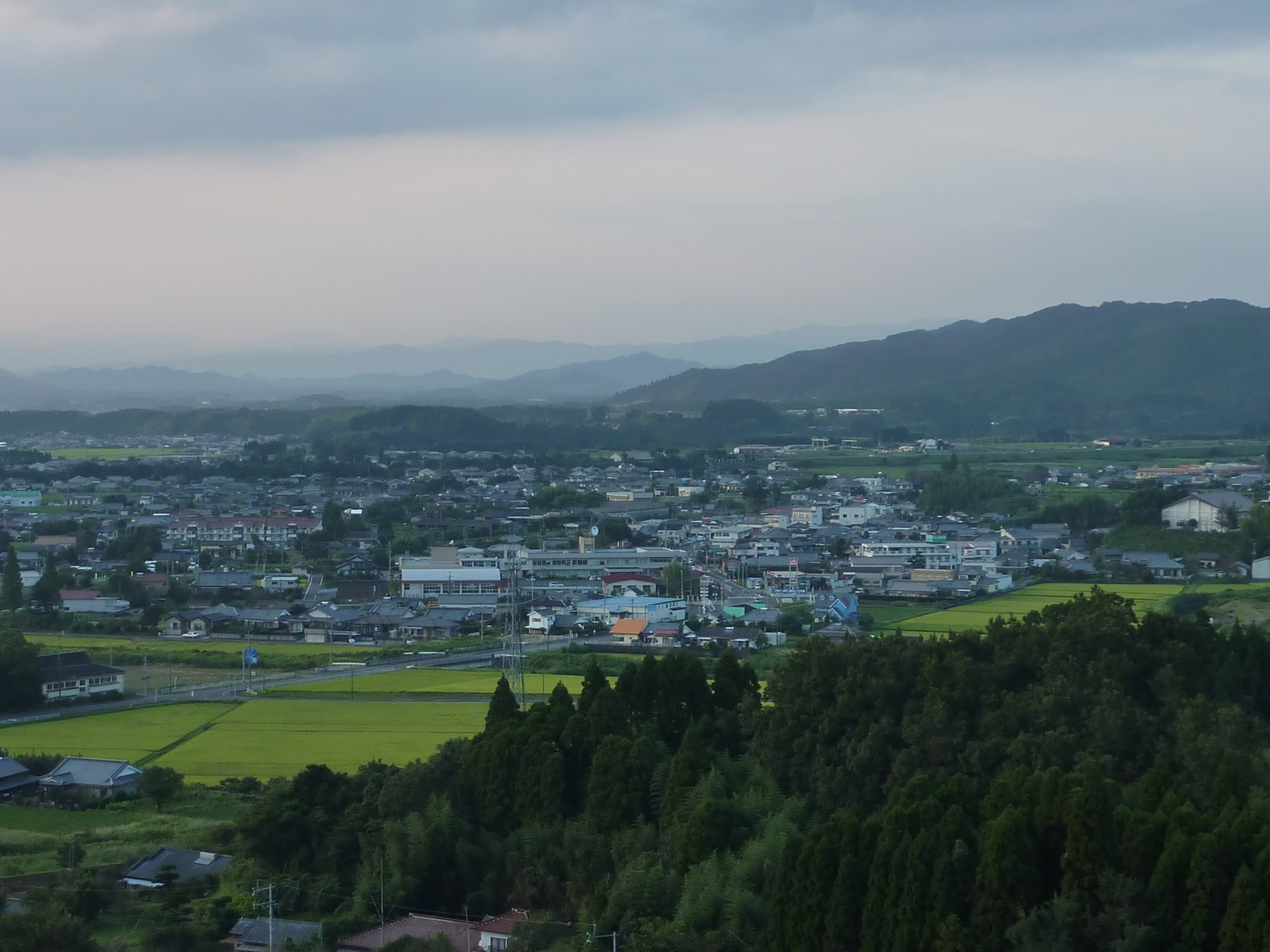
山之口町役場周辺

山之口町（やまのくちちょう）は、宮崎県の中央部にあった町で、北諸県郡に属していた。
2006年1月1日、都城市及び三股町を除く北諸県郡各町と合併して新たに都城市となった。合併後、2011年までは旧町域に都城市の地域自治区「山之口町」が設置され、2012年以降は都城市の地名として残存している。

## 歴史
- 1889年5月1日 - 町村制施行に伴い山之口村、富吉村、花之木村が合併して北諸県郡山之口村が成立。
- 1964年11月3日 - 山之口村が町制施行。山之口町となる。
- 2006年1月1日 - 都城市・高城町・山田町・高崎町と合併して新たに都城市となる。同時に都城市の地域自治区として「山之口町」が設置される。
- 2012年1月1日 - 地域自治区「山之口町」の設置期間が終了。

## 地域

### 教育

#### 中学校
- 山之口町立山之口中学校
  - 青井岳分校（1973年 山之口中学校に統合）

#### 小学校
- 山之口町立山之口小学校
- 山之口町立麓小学校
- 山之口町立富吉小学校
- 山之口町立青井岳小学校（1977年 山之口小学校に統合）

## 交通
最寄り空港は宮崎空港。

### 鉄道
- 九州旅客鉄道（JR九州）
  - 日豊本線
    - 青井岳駅 - 山之口駅

中心駅は山之口駅。

### バス路線

#### 一般路線バス
- 宮崎交通

### 道路
- 高速道路としては宮崎自動車道が通っている。
  - 町内にある高速道路施設：山之口サービスエリア、スマートインターチェンジ併設。
  - 最寄りインターチェンジは都城インターチェンジ。

#### 一般国道
- 国道269号
  - 道の駅：道の駅山之口

## 名所・旧跡・観光スポット・祭事・催事
- 島津寒天工場跡
- 山之口古墳
- 青井岳のカヤ（森の巨人たち百選）
- 青井岳荘（青井岳温泉）
- 青井岳キャンプ場

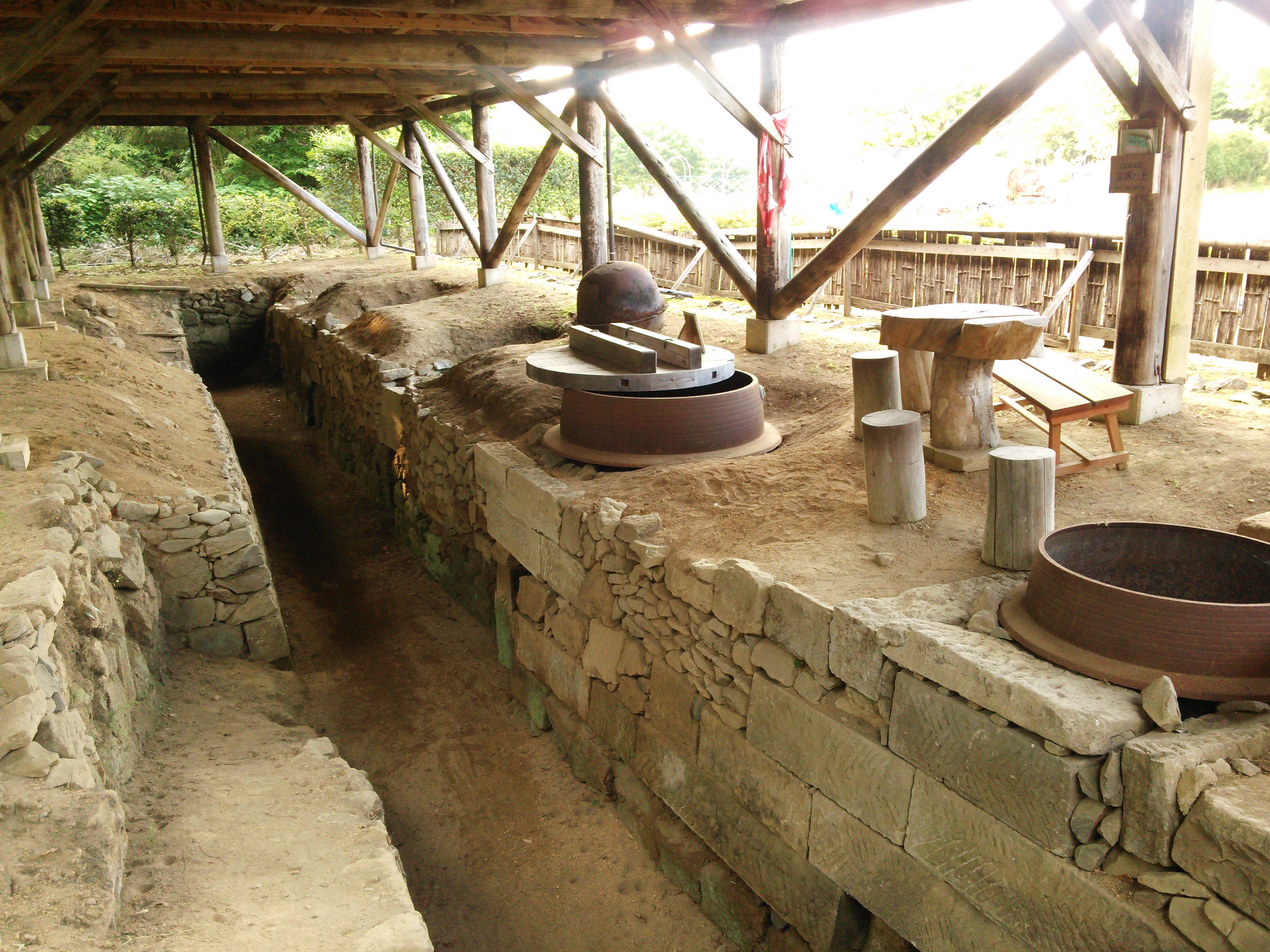
島津寒天工場跡

- 弥五郎どん祭り - 日南市飫肥、鹿児島県曽於市大隅町のものと兄弟関係にある。